# Щербаков, Вениамин Кузьмич
Вениамин Кузьмич Щербаков — советский хозяйственный и партийный деятель, главный редактор куйбышевской областной газеты «Волжская коммуна».

## Биография
Родился в 1917 году в селе Кирюшкино Оренбургской губернии. Член КПСС.
Окончил заочное отделение Куйбышевского педагогического института. С 1935 года работал учителем, завучем, затем директором семилетней школы.
Участник Великой Отечественной войны: командир батареи 22-го отдельного противотанкового артиллерийского дивизиона 17-й гвардейской стрелковой дивизии
В 1944—1949 гг. — первый секретарь Бугурусланского горкома ВЛКСМ, секретарь Бобруйского обкома ЛКСМ Белоруссии, первый секретарь Куйбышевского городского комитета ВЛКСМ. 
В 1949—1954 гг. — заведующий сектором школ и вузов, заместитель заведующего отделом науки и культуры Куйбышевского обкома КПСС.
В 1954—1962 гг. — заведующий отделом литературы и искусства, заместитель главного редактора куйбышевской областной газеты «Волжская коммуна».
В 1962—1968 гг. — главный редактор «Волжской коммуны».
Делегат XXIII съезда КПСС.
Умер в 1968 году в Куйбышеве.

## Награды
- Орден Отечественной войны II степени (03.11.1944)
- Орден Трудового Красного Знамени
- Орден Знак Почёта